# سفارت ارمنستان در برلین
سفارت ارمنستان در برلین ( آلمانی: Armenische Botschaft in Berlin)، نمایندگی دیپلماتیک جمهوری ارمنستان در برلین پایتخت جمهوری فدرال آلمان می‌باشد که در شماره خیابان، در منطقهٔ، برلین واقع شده‌است. روابط دیپلماتیک بین دو کشور (en) در سال ۱۹۹X برقرار شده‌است. هم‌اکنون ویکتور ینگیباریان مقام سفیر جمهوری ارمنستان در برلین را عهده‌دار است.

## اطلاعات
- آدرس:
- تلفن: